# Jibat
Jibat (en oromo : Jibaat) est un woreda du centre-ouest de l'Éthiopie situé dans la zone Ouest Shewa de la région Oromia. Il a 72 210 habitants en 2007 et son centre administratif est Shenen.
Détaché de son voisin méridional Nono, avant le recensement de 2007, Jibat est bordé au sud-est par la zone Sud-Ouest Shewa, à l'est par Tikur Enchini, au nord par Cheliya et à l'ouest par Dano.
Shenen se trouve près de 70 km au sud-ouest d'Ambo,.
Le recensement national de 2007 fait état pour ce woreda d'une population de 72 210 habitants dont 5 % de citadins qui sont les 3 629 habitants de Shenen. La majorité des habitants du woreda (56 %) sont orthodoxes, 36 % sont protestants et 7 % sont de religions traditionnelles africaines.
En 2022, sa population est estimée à 103 408 personnes avec une densité de population de 188 personnes par km2 et 551 km2 de superficie.